# Попов Костянтин Семенович
Костянтин Семенович Попо́в (нар. 26 вересня 1906, Грозний — пом. 9 лютого 1970) — радянський вчений в галузі виноробства, доктор технічних наук з 1969 року.

## Біографія
Народився 26 вересня 1906 року в Грозному (тепер Чеченська Республіка, РФ) в родині службовця. У 1925 році закінчив Новочеркаський сільськогосподарський інститут. Перші п'ять років по закінченню навчання працював помічником завідувача шампанського виробництва в радгоспі «Абрау-Дюрсо», де також в той час працювали відомі винороби Е. А. Ведель, А. М. Фролов-Багрєєв.
З 1932 ро 1936 рік працював в інституті «Магарач» завідувачем відділу виноробства, потім призначений директором заводу шампанських вин в Інкермані. 1939 року призначений головним спеціалістом виноробного комбінату «Масандра». У цей період він керував загалом двома заводами шампанських вин — в Інкермані і «Новий Світ», працюючи в «Магарачі» завідувачем відділу шампанських вин. У період Другої світової війни призначений технічним директором Грузинського шампанькомбінату і працював в Закавказькій філії інституту «Магарач». З 1944 року — заступник головного шампаніста Головвино Міністерства харчової промисловості СРСР А. М. Фролова-Багрєєва. Брав участь в створенні радянського виробгицтва шампанських вин. 1949 року перейшов на викладацьку роботу і протягом десяти років вів курс виноробства в Кримському сільськогосподарському інституті, працюючи за сумісництвом і інституті «Магарач». 1969 року захистив докторську дисертацію і призначений науковим консультантом інституту «Магарач».
За участь у створенні і розвитку виробництва шампанських вин нагороджений орденом «Знак Пошани».
Помер  9 лютого 1970 року. Похований в Ялті.

## Наукова діяльність
Автор понад 50 наукових робіт, присвячених в основному питанням шампанського виробництва в СРСР. Зокрема:
- Основы производства Советского шампанского и игристых вин. — Москва, 1970.